# Ліриди
Ліриди — метеорний потік, видимий на нічному небі в кінці квітня, радіант якого лежить у сузір'ї Ліри. Джерелом метеорного потоку є велика кількість пилу та дрібних уламків, залишених кометою C/1861 (англ. Thatcher) під час свого проходження біля Сонця.

## Загальна інформація
Кожного року Земля, подорожуючи своєю орбітою навколо Сонця, перетинає орбіту комети C/1861 G1 Сатчер (англ. Thatcher), яка внаслідок взаємодії з сонячним вітром залишила на своєму шляху велику кількість пилу та дрібних уламків. Відповідно, цей кометний пил та уламки продовжують рухатися вздовж орбіти комети й, разом з тим, розпорошуються на значні відстані від неї. У період з 16-го по 26-те квітня Земля перебуває поблизу траєкторії зазначеної комети й, відповідно, на нічному небі можна спостерігати метеорний потік. У максимумі потоку (2012-го року це було 21-22 квітня) на нічному небі спостерігається
до 15-20 метеорів на годину Ці уламки, залишені кометою, влітають до земної атмосфери й згорають там, хоча наймасивніші з них можуть долітати до поверхні Землі де їх можливо знайти на місці падіння в якості метеоритів. Цей потік метеорів називають Ліридами, оскільки радіант потоку розташовується у сузір'ї Ліри, за 10° на південний захід від найяскравішої зорі цього сузір'я, Веги.
Ліриди відомі завдяки високій швидкості метеорів, яка може сягати 49 км/сек, та яскравим іонізаційним трекам, які вони часто залишають за собою. Інша причина, що становить особливий інтерес до потоку — тривалість його спостережень, що налічує понад 2600 років.
Перша згадка про цей метеорний потік датується 687 роком до нашої ери й знайдена в короткій хроніці стародавнього Китаю — Цзо-чжуань.